# Alex Diakun
Pour les articles homonymes, voir Diakun.
Alex Diakun, né le 8 février 1946 à Rycroft dans la province d'Alberta, est un acteur canadien de cinéma et de télévision.

## Filmographie

### Cinéma
- 1971 : John McCabe (McCabe & Mrs. Miller) de Robert Altman :
- 1981 : Firebird 2015 AD de David M. Robertson : Dolan
- 1982 : Liens de sang (Extrasensorial) d'Alberto De Martino : M. Adams
- 1985 : Natty Gann (The Journey of Natty Gann) de Jeremy Kagan :
- 1989 : Vendredi 13, chapitre VIII : L'Ultime Retour (Friday the 13th Part VIII: Jason Takes Manhattan) de Rob Hedden :
- 1991 : L'Arme secrète (The Hitman) d'Aaron Norris : Armone
- 1994 : Crackerjack de Michael Mazo
- 1995 : Crying Freeman de Christophe Gans : Antonio Rossi
- 2001 : Mortelle Saint-Valentin de Jamie Blanks : Pastor
- 2003 : Cody Banks, agent secret (Agent Cody Banks) d'Harald Zwart :
- 2008 : X-Files : Régénération (The X-Files: I Want to Believe) de Chris Carter :

### Télévision
- 1986 : Perry Mason Meurtre à l'archevêché : Oliver Lane
- 1995 à 2018 : X-Files : Aux frontières du réel
- 1997 à 1998 : Millennium
- 2003 : Stargate SG-1 Memento : Tarek Solamon
- 2006: Supernatural: Une faucheuse (1 épisode)